# Куклино (Новгородская область)
Куклино — деревня   в Солецком муниципальном округе Новгородской области России. До 2020 года входила в состав Горского сельского поселения.

## География
Деревня расположена у реки Боровенка (приток Шелони), на западе Новгородской области, в 7,5 км к юго-западу по автодороге 49К-12 из Сольцов. 

## История
Впервые упоминается в писцовых книгах Шелонской пятины Новгородской земли 1498 года, относилась к погосту Скнятинъ на Шолоне, принадлежала деревня Введенскому монастырю, что на Скнятине пороге.
До Великой Отечественной войны в деревне была начальная школа, в 1930-х годах открылась изба-читальня, работал медпункт.
Куклино, до апреля 2010 года административный центр Куклинского сельского поселения.

## Население
| 2010 |
| ---- |
| 125  |

## Инфраструктура
Личное подсобное хозяйство с зоной сельскохозяйственного использования, индивидуальная застройка усадебного типа.
Основа экономики — сельское хозяйство.
- Муниципальное дошкольное образовательное учреждение детский сад № 24[5].
- Отделение почтовой связи «Куклино» почтамта Сольцы «ФГУП Почта России», почтовый индекс — 175033[6].
- Сельская библиотека[7].

## Транспорт
Остановка общественного транспорта «Куклино». К юго-западу от деревни расположена железнодорожная станция Санкт-Петербург-Витебского отделения Октябрьской железной дороги (на линии Санкт-Петербург — Витебск) — Куклино (станция).